# ラファエロ・ロンターニ
ラファエロ・ロンターニ（Raffaello Rontani、生年不明 - 1622年）は、イタリア出身の作曲家。

## 作品
歌曲
- 私がもはや気に掛けなくなった今 (Or ch'io non segno piu)
- リグーリアの女漁師 (Pescatrice ligurina)
- もし美しい小川が (Sebel rio)